# Daphnopsis peruviensis
Daphnopsis peruviensis är en tibastväxtart som först beskrevs av Domke, och fick sitt nu gällande namn av Macbride. Daphnopsis peruviensis ingår i släktet Daphnopsis och familjen tibastväxter. Inga underarter finns listade i Catalogue of Life.